# Arne Drogseth

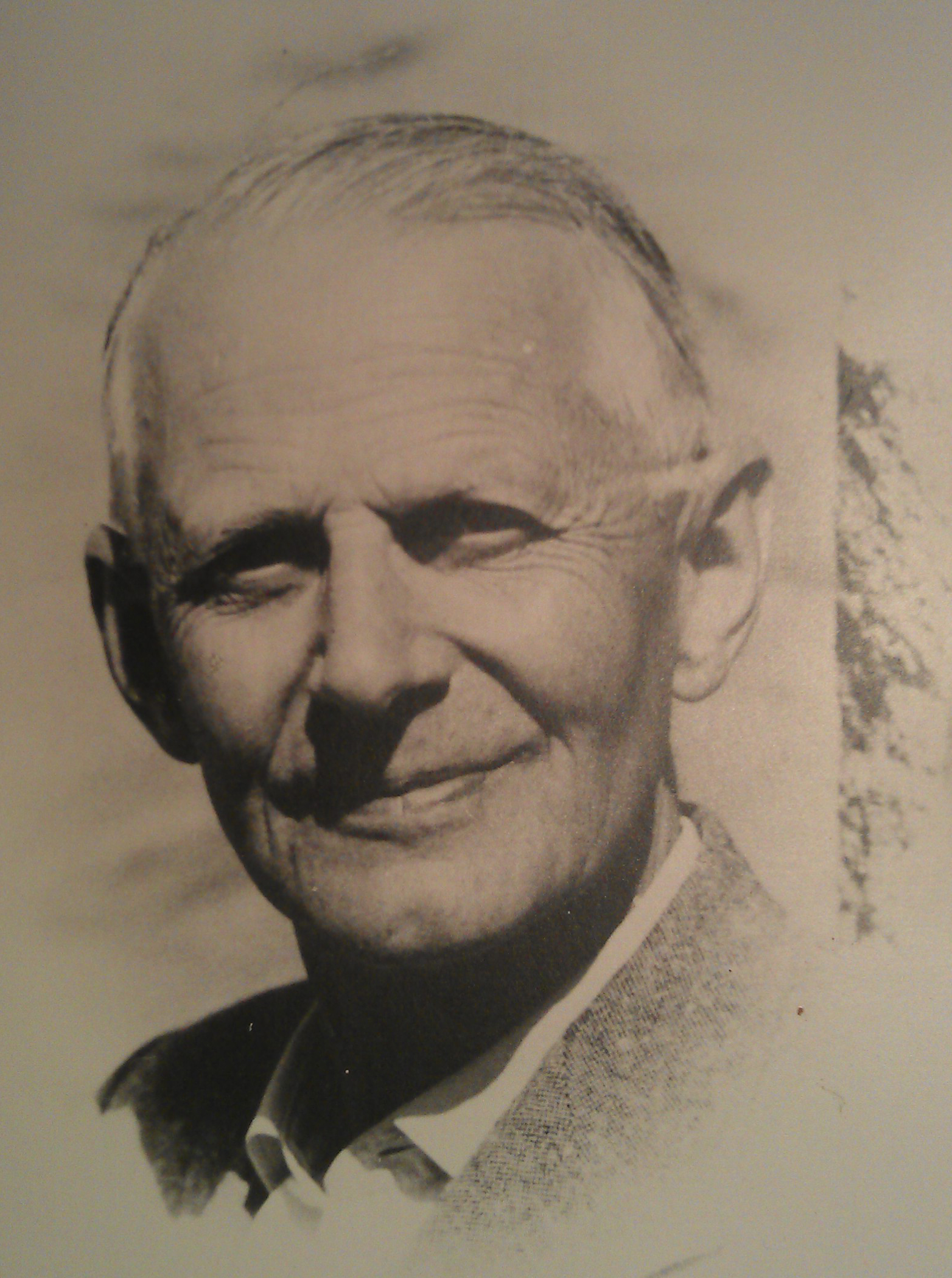
Arne Drogseth

Arne Gulbrand Drogseth (* 5. Januar 1893 in Aker, Akershus; † 11. Februar 1973) war ein norwegischer Bergingenieur, Wirtschaftsmanager und Politiker der Arbeiderpartiet, der unter anderem zwischen 1947 und 1951 Staatssekretär im Industrieministerium sowie von Juni bis November 1951 kommissarischer Industrieminister in der zweiten Regierung Gerhardsen war. Danach war er zwischen 1951 und 1963 Geschäftsführender Direktor von Norsk Bergverk A/S.

## Leben
Arne Gulbrand Drogseth, Sohn des Klempners und Kaufmanns Nils Drogseth (1845–1912) und Erdleyda Jørstad (1857–1930), begann nach dem Schulbesuch 1911 ein Studium der Montanwissenschaften an der Norwegischen Technischen Hochschule NTH (Norges Tekniske Høgskole) in Trondheim, das er 1915 als Bergingenieur abschloss. Während seines Studiums unternahm er Studienreisen nach Schweden, Deutschland und in die Schweiz. Im Anschluss war er zwischen 1915 und 1917 zunächst beim Nickelraffineriewerk in Kristiansand und daraufhin von 1917 bis 1942 in der Werft auf Karljohansvern, Hauptquartier und –basis der Königlich Norwegischen Marine, beschäftigt. Daneben arbeitete er zwischen 1921 und 1933 als Redakteur bei der zur Arbeiterpartei gehörenden Tageszeitung Horten Arbeiderblad.
Zu Beginn der 1920er Jahre begann er zudem sein Engagement für die Arbeiderpartiet in der Kommunalpolitik und war zunächst zwischen 1922 und 1925 Mitglied des Stadtrates (bystyre) der Kommune Horten sowie danach von 1925 bis 1937 Mitglied des Präsidiums (formannskap) von Horten, des zweithöchsten politischen Organs in Gemeinden ohne parlamentarische Regierungsform, das aus einer Auswahl von mindestens fünf Mitgliedern des Rates besteht, darunter dem Bürgermeister und dem stellvertretenden Bürgermeister. Daraufhin war er zwischen 1937 und 1940 Vize-Bürgermeister von Horten. Er wurde bei der Parlamentswahl am 19. Oktober 1936 stellvertretendes Mitglied des Storting, des norwegischen Parlaments, und behielt diese Funktion für die Provinz (Fylke) Vestfold mit den Kommunen Holmestrand, Horten, Larvik, Sandefjord, Stavern und Tønsberg bis zur ersten Wahl nach Kriegsende am 8. Oktober 1945. Während der deutschen Besetzung Norwegens im Zweiten Weltkrieg ging er 1943 zunächst ins Exil nach Schweden, wo er bis 1944 Mitarbeiter des Elektrotechnikunternehmens Allmänna Svenska Elektriska Aktiebolaget ASEA in Västerås tätig war. Im Anschluss arbeitete er zwischen 1944 und 1945 im metallurgischen Labor der Royal Navy.
Nach Kriegsende war Drogseth zwischen 1945 und 1946 zunächst Mitarbeiter der Staatlichen Eisenhüttenkommission (Statens jernverkskommisjon) sowie im Anschluss von 1946 bis 1947 persönlicher Sekretär eines Ministers. Am 11. Juli 1947 wurde er Staatssekretär im Industrieministerium (Statssekretær, Industridepartementet) und hatte diese Funktion bis zum 29. Juni 1951 inne. Als Vertreter von Erik Brofoss übernahm er in der zweiten Regierung Gerhardsen zwischen dem 29. Juni und dem 11. November 1951 kommissarisch das Amt als Industrieminister (Konstituert statsråd, Industridepartementet). Nach seinem Ausscheiden aus der Regierung wurde er 1951 Geschäftsführender Direktor von Norsk Bergverk A/S und hatte diese Funktion bis zu seinem Eintritt in den Ruhestand 1963 inne.